# 프라듐나

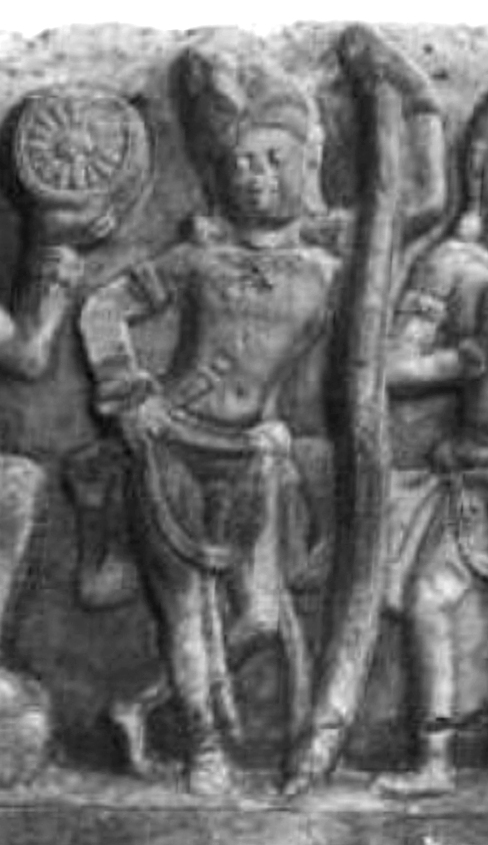
4세기 콘다모투 브리슈니 영웅 부조 속 활과 화살을 든 프라듐나

프라듐나(산스크리트어: प्रद्युम्न)는 힌두교 신 크리슈나와 그의 아내 루크미니의 장남이다. 그는 비슈누의 네 가지 비유하 아바타 중 하나로 여겨진다. 바가바타 푸라나에 따르면, 프라듐나는 사랑의 신 카마데바의 환생이었다. 마하바라타는 프라듐나가 사나트 쿠마라의 일부라고 명시한다.
하리밤사는 바수데바, 상카르샤나, 프라듐나, 아니룻다로 구성된 차투르비유하를 묘사하는데, 이는 나중에 비슈누파의 주요 사중 확장 또는 아바타 개념의 기초가 되었다.
프라듐나는 또한 힌두교의 신 비슈누의 또 다른 이름으로, 24가지 케샤바 나마스(이름) 중 하나로 언급된다.

## 탄생과 유년기

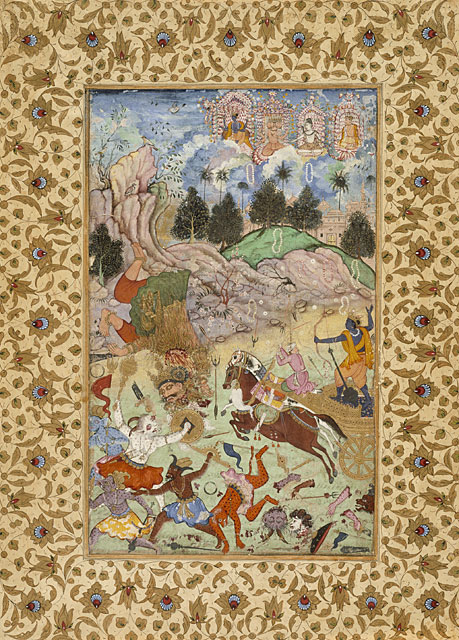
프라듐나가 샴바라를 죽이다.

프라듐나는 크리슈나의 아들이자 아디나라야나의 61대 손자였다. 그의 어머니는 루크미니였는데, 크리슈나는 그녀의 요청에 따라 스와얌바라 기간 동안 비다르바에서 그녀를 데리고 도망쳤다. 프라듐나는 드바라카에서 태어났으며, 시바의 분노로 재가 된 반신 카마데바의 환생이었다.
바가바타 푸라나에 따르면, 프라듐나가 태어난 지 10일 만에 그는 아수라 샴바라에게 납치되었다. 그를 자신의 적으로 알아본 아수라는 그를 바다에 던졌다. 아기는 거대한 물고기에게 삼켜졌고, 이 물고기는 어부들에게 잡혀 샴바라에게 바쳐졌다. 샴바라의 요리사들은 물고기를 자르다가 아기를 발견했다. 아기는 라티의 지상 환생인 마야바티에게 주어졌다. 크리슈나의 아들을 자신의 신성한 배우자로 알아본 라티는 그와 다시 사랑에 빠졌다. 마야바티의 손에 자란 프라듐나는 청년기로 접어들기까지 여러 해가 흘렀다. 그에 대한 그녀의 애정 어린 생각으로 인해 신이 꾸짖었을 때, 그녀는 그에게 새로운 탄생의 상황을 설명했다. 그녀는 프라듐나에게 모든 마법을 없애는 마하마야의 신비로운 기술을 부여했다. 그 청년은 아수라를 전투로 소환했는데, 아수라는 처음에는 곤봉으로 그를 공격했고, 이어서 그의 다이티야 마법을 사용했다. 구햐카들, 간다르바들, 피샤차들, 우라가(천상의 뱀)에 속하는 수백 개의 무기가 그와 싸우기 위해 모였지만, 모두 크리슈나의 아들 앞에서 쓰러졌다. 그는 날카로운 칼을 뽑아 아수라의 목을 베었다. 아내와 함께 그는 번개와 함께 구름처럼 드바라카의 궁전으로 내려왔고, 귀족 여성들의 무리는 그의 잘생긴 얼굴과 푸른빛이 도는 검은 곱슬머리를 크리슈나 자신으로 착각했다. 그러나 루크미니는 그를 자신의 아들로 알아보았다. 크리슈나는 바수데바와 데바키와 함께 현장에 나타났고, 드바라카 주민들과 함께 부부를 포옹하고 기뻐했다.

## 결혼

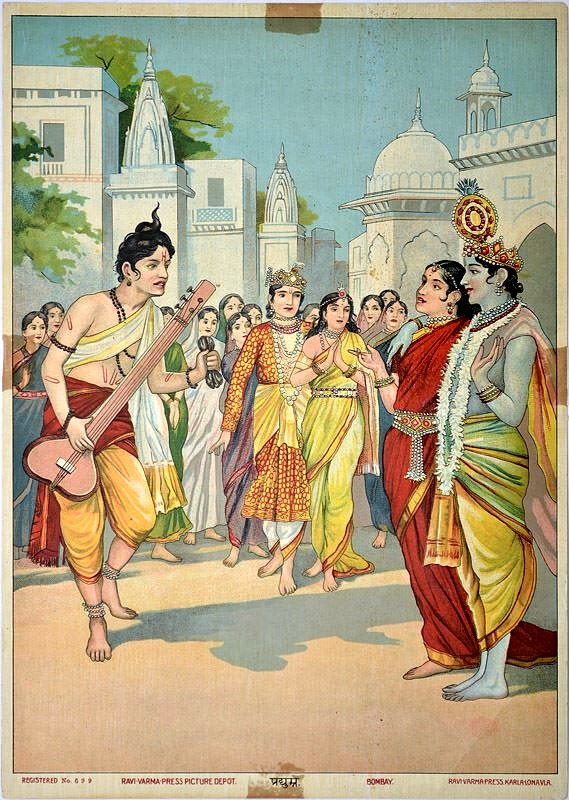
나라다(왼쪽)와 크리슈나-루크미니(오른쪽)가 프라듐나와 마야바티(중앙)를 환영하다.

프라듐나의 첫 번째 아내는 카마데바의 아내 라티의 화신인 마야바티였다. 처음에는 프라듐나가 반대했지만, 설명을 듣고 그녀가 사실 그의 영원한 배우자라는 것을 깨달았다. 그는 또한 그의 외삼촌인 루크미의 딸인 루크마바티와도 결혼했다. 루크마바티 공주는 그의 용맹함, 아름다움, 매력에 말할 수 없을 정도로 감탄했으며, 스와얌바라에서 그와 결혼하겠다고 주장했다고 한다. 그녀와 함께 그는 크리슈나의 손자이자 총애를 받는 아들인 아니룻다를 낳았고, 아니룻다 또한 비슈누의 비유하 아바타로 여겨진다. 프라바바티는 프라듐나와 사랑에 빠진 아수라 공주였고, 그래서 그는 그녀와 함께 도망쳤다.

## 드바라카에서의 역할

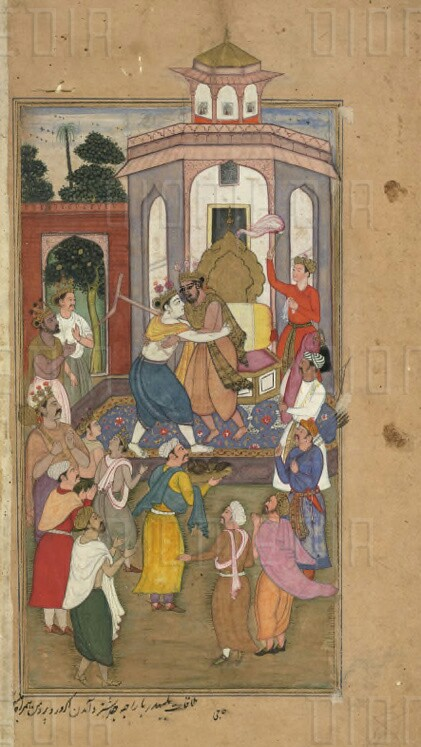
발라라마가 순례를 떠나기 전 아크루라와 프라듐나의 동반으로 유디슈티라를 포옹한다.

곧 프라듐나는 아버지 크리슈나의 끊임없는 동반자가 되었고 드바라카 백성들에게도 사랑받았다. 프라듐나는 강력한 마하라티 전사였다. 그는 우주에서 가장 강력한 무기 중 하나인 극히 희귀한 바이슈나바스트라를 소유하고 있었다. 그는 차크라비유하의 비밀을 아는 극소수의 사람 중 한 명이었다. 마하바라타에 따르면, 프라듐나는 판다바가 유배 중일 때 아비만유와 드라우파데야스에게 전쟁 기술을 가르쳤다. 그러나 프라듐나는 삼촌 발라라마와 다른 야다바스들과 함께 순례를 떠났기 때문에 쿠루크셰트라 전쟁에 참여하지 않았다. 하지만 그는 유디슈티라가 나중에 수행한 아슈바메다 야즈냐에는 적극적으로 참여했다.

### 드바라카의 방어
프라듐나는 아버지, 삼촌, 형제들과 함께 살바 왕국의 왕인 살바로부터 드바라카를 방어했다. 하리밤사에서는 프라듐나 혼자서 자라산다의 공격을 격퇴했다.

## 죽음
프라듐나는 나중에 다른 야다바 씨족의 모든 구성원들과 함께 취중 난투극에서 사망했다. 그의 손자 바즈라는 이 사건 이후 야두 혈통의 유일한 생존자였다.

## 별칭

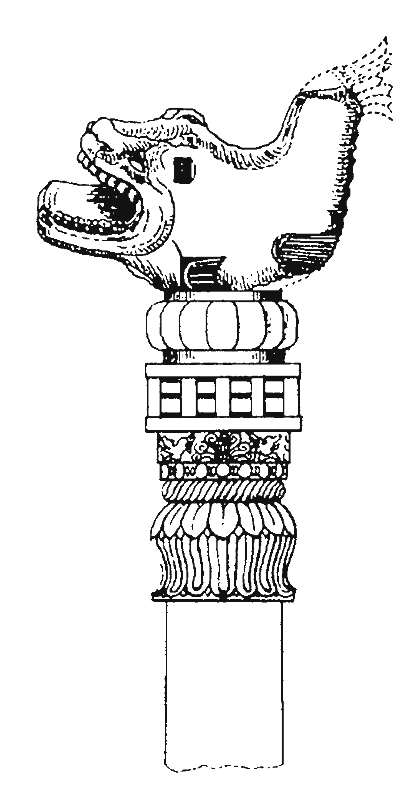
헬리오도로스 기둥이 있던 자리 근처 베스나가르에서 발견된 기둥 머리의 마카라는 프라듐나와 관련이 있다. 기원전 2세기. 괄리오르 박물관.

하리밤사 99와 같은 문헌에서 프라듐나의 별칭 중 하나는 "마카라드바자"로, "그의 깃발 또는 표준이 악어인 자"를 의미한다. 바수데바에게 봉헌된 헬리오도로스 기둥 근처 베스나가르에서 발견된 마카라 악어의 형상이 있는 기둥 머리도 프라듐나의 것으로 여겨진다. 마하바라타에서 마카라는 크리슈나의 아들과 사랑의 신 카마데바와 연관되어 있으며, 이는 그들이 동일하다는 것을 시사한다.

## 후손
바가바타 푸라나 10권 61장에 따르면, 아니룻다는 프라듐나와 루크마바티의 아들이었다. 그는 나중에 우샤(바나 아수라의 딸이자 마하발리의 손녀)에게 납치되었는데, 우샤는 그와 결혼하기를 원했다. 그러나 우샤의 아버지 바나수라는 아니룻다를 감금했고, 이로 인해 크리슈나와 시바 사이에 전투가 벌어졌다. 전투에서 프라듐나는 시바의 아들 카르티케야를 물리쳤고, 카르티케야는 그의 공작을 타고 도망쳤다. 전쟁이 끝난 후 바나수라는 패배했고, 아니룻다와 우샤는 결혼했다. 아니룻다는 그의 할아버지 크리슈나와 매우 닮아서, 일부는 그를 비슈누의 아바타인 자나 아바타로 간주하기도 한다. 아니룻다의 아들은 바즈라였다. 바즈라는 무적의 전사로 알려져 있으며, 야두족의 전투 이후 야두 왕조의 유일한 생존자였다. 일부 출처에 따르면, 바즈라는 그 후 브라자라고 불리는 희귀하고 불멸의 돌로 크리슈나와 다른 신들의 16개 우상을 조각하고, 크리슈나의 존재를 느끼기 위해 마투라 안팎에 이 우상들을 모시기 위한 사원들을 지었다고 한다. 프라듐나와 아르주나는 그들의 기술 면에서 동등했다고 전해진다.

## 문헌
프라듐나 역사의 힌두교 버전은 바가바타 푸라나와 하리밤사에 언급되어 있다.
프라듐나 이야기의 자이나교 버전은 1878년에 라지찬드라가 쓴 프라듐나-차리트라(18개 규범의 시)에 언급되어 있다.
틀:판차라트라